# سکازار
سکازار (به لاتین: Skazar) یک منطقهٔ مسکونی در افغانستان است که در ولایت بدخشان واقع شده‌است.